# Coordinate del cono di luce
Le coordinate del cono di luce sono uno speciale sistema di coordinate usato in teoria delle stringhe in cui due di esse, indicate con {\displaystyle x^{+}} e {\displaystyle x^{-}}, sono di "tipo tempo", mentre tutte le altre coordinate sono di tipo spazio.

## Definizione
Si consideri uno spazio con segnatura lorentziana (1, d) 
{\displaystyle ds^{2}=-dt^{2}+\delta _{ij}dx^{i}dx^{j}},
dove {\displaystyle i,j=1,\dots ,d}  e {\displaystyle \delta _{ij}} è la delta di Kronecker. Le coordinate del cono-luce sono definite da
{\displaystyle x^{+}={\frac {t+x}{\sqrt {2}}}\qquad x^{-}={\frac {t-x}{\sqrt {2}}}}
cosicché la metrica diventa:
{\displaystyle ds^{2}=-2dx^{+}dx^{-}+\delta _{ab}dx^{a}dx^{b}}
con:{\displaystyle a,b=1,\dots ,d-1}. 

### Testi divulgativi
- Particelle,stringhe e altro di Warren Siegel, Di Renzo Editore (2008), ISBN 88-8323-204-6
- L'Universo Elegante di Brian Greene, Einaudi (2000), ISBN 88-06-15523-7
- La Trama del Cosmo di Brian Greene, Einaudi (2004), ISBN 88-06-18091-6
- La Materia-Specchio di Robert Foot, Macro Edizioni (2005) ISBN 88-7507-448-8
- Un Universo Diverso di Robert Laughlin, Codice Edizioni (2006) ISBN 88-7578-033-1
- Il Cervello Quantico di Jeffrey Satinover, Macro Edizioni (2002) ISBN 88-7507-408-9
- Il Giardino delle Particelle di Gordon Kane, Tea Edizioni (1997) ISBN 88-502-0125-7
- Il Paesaggio Cosmico: Dalla teoria delle stringhe al megaverso di Leonard Susskind, Adelphi (2006), ISBN 88-459-2153-0
- Neanche sbagliata. Il fallimento della teoria delle stringhe e la corsa all'unificazione delle leggi della fisica. di Peter Woit, Codice Edizioni, (2007) ISBN 88-7578-072-2
- Rischiare con Dio (dopo Einstein) di Antonino Palumbo, Edizioni Scientifiche Italiane, (2006), ISBN 88-495-1257-0
- L'Unificazione della Conoscenza di Antonino Palumbo, Edizioni Scientifiche Italiane, (2008), ISBN 978-88-495-1745-3

### Manuali
- Michael Green, John Schwarz and Edward Witten, Superstring theory, Cambridge University Press (1987). Il libro di testo originale.
  - Vol. 1: Introduction, ISBN 0-521-35752-7.
  - Vol. 2: Loop amplitudes, anomalies and phenomenology, ISBN 0-521-35753-5.
- Clifford Johnson, D-branes, Cambridge University Press (2003). ISBN 0-521-80912-6.
- Joseph Polchinski, String Theory, Cambridge University Press (1998). Un testo moderno.
  - Vol. 1: An introduction to the bosonic string, ISBN 0-521-63303-6.
  - Vol. 2: Superstring theory and beyond, ISBN 0-521-63304-4.
- Barton Zwiebach,  A First Course in String Theory.  Cambridge University Press (2004).  ISBN 0-521-83143-1.  Sono disponibili   correzioni online.